# 굿바이 비원
《굿바이 비원》은 2019년 11월 1일에 방영한 《KBS 드라마 스페셜 2019》 시리즈 중 여섯 번째 작품이다.

## 기획 의도
스물 세 살부터 서른 한 살까지 8년 동안 살던 반지하 자취집에서 이사를 준비하는 주인공 다은을 통해 이사를 한다는 건 공간을 옮긴다는 것만이 아닌 뜻밖에 떠나 보내야 하는 것들과 하나씩 작별 인사를 해야 한다.

## 등장 인물

### 주요 인물
- 김가은 : 연다은 역
- 정준원 : 정현준 역
- 정이서 : 박경혜 역

### 주변 인물
- 이연 : 이연희 역
- 이지하 : 장선자 역
- 이대연 : 다은의 아버지 역
- 조련 : 다은의 어머니 역